# ATP Challenger Phoenix
Das ATP Challenger Phoenix (offizieller Name: Arizona Tennis Classic) ist ein Tennisturnier in Phoenix, Arizona, das seit 2019 ausgetragen wird. Es ist Teil der ATP Challenger Tour und wird im Freien auf Hartplatz ausgetragen.

## Liste der Sieger

### Einzel
| Jahr                | Sieger            | Finalgegner             | Ergebnis        |
| ------------------- | ----------------- | ----------------------- | --------------- |
| 2025                | João Fonseca      | Alexander Bublik        | 7:65, 7:60      |
| 2024                | Nuno Borges (2)   | Matteo Berrettini       | 7:5, 7:64       |
| 2023                | Nuno Borges (1)   | Alexander Schewtschenko | 4:6, 6:2, 6:1   |
| 2022                | Denis Kudla       | Daniel Altmaier         | 2:6, 6:2, 6:3   |
| 2020–2021: abgesagt |                   |                         |                 |
| 2019                | Matteo Berrettini | Michail Kukuschkin      | 3:6, 7:66, 7:62 |

### Doppel
| Jahr                | Sieger                             | Finalgegner                   | Ergebnis           |
| ------------------- | ---------------------------------- | ----------------------------- | ------------------ |
| 2025                | Marcel Granollers Horacio Zeballos | Austin Krajicek Rajeev Ram    | 6:3, 7:62          |
| 2024                | Sadio Doumbia Fabien Reboul        | Rinky Hijikata Henry Patten   | 6:3, 6:2           |
| 2023                | Nathaniel Lammons Jackson Withrow  | Hugo Nys Jan Zieliński        | 6:71, 6:4, [10:8]  |
| 2022                | Treat Huey Denis Kudla             | Oscar Otte Jan-Lennard Struff | 7:610, 3:6, [10:6] |
| 2020–2021: abgesagt |                                    |                               |                    |
| 2019                | Jamie Murray Neal Skupski          | Austin Krajicek Artem Sitak   | 6:72, 7:5, [10:6]  |